# Thiết đạo phi hổ
Thiết đạo phi hổ là một phim hài hành động Trung Quốc được ra mắt vào năm 2016 của đạo diễn Đinh Thịnh và có sự tham gia của Thành Long. Bộ phim được phát hành tại Trung Quốc vào ngày 23 tháng 12 năm 2016. Phim kể về một công nhân đường sắt, người lãnh đạo một đội đấu tranh tự do chống lại quân Nhật trong chiến tranh thế giới thứ hai. Phim đạt thành tích tốt tại phòng vé.

## Bối cảnh
Tháng 12 năm 1941, Nhật Bản mở rộng sự chiếm đóng các nước láng giềng sang khu vực Đông Nam Á. Tuyến đường sắt từ Thiên Tân đến Nam Kinh ở Hoa Đông trở thành tuyến đường vận tải quân sự trọng yếu, được quân Nhật canh gác cẩn mật. Công nhân đường sắt Mã Nguyên (Thành Long) là người lãnh đạo một đội đấu tranh cho tự do. Sử dụng kiến thức sâu rộng của mình về mạng lưới xe lửa, Mã Nguyên và người của mình đã phá hoại nó, phục kích lính Nhật và lấy trộm vật tư để nuôi những người Trung Quốc đang chết đói. Mặc dù những người đấu tranh cho tự do không có vũ khí của riêng mình, nhưng họ sử dụng bất kỳ công cụ nào có trong tay, bao gồm búa và xẻng, ván đường ray lỏng lẻo và tàu hỏa chuyển hướng. Người Trung Quốc địa phương gọi những anh hùng này là “Thiết đạo phi hổ” (những con hổ đường sắt). Tuy nhiên, những chiến binh này nhận thấy mình đã đi sai đường khi quân Nhật gửi quân tiếp viện đến Sơn Đông. Trong một lần hành động bất chấp, Mã Nguyên đã bắt đầu nhiệm vụ nguy hiểm nhất của mình, làm nổ tung một cây cầu đường sắt được bảo vệ nghiêm ngặt. Sau nhiều cơ hội bị bỏ lỡ, cây cầu đã bị nổ tung bởi những Thiết đạo phi hổ Trung Quốc.

## Diễn viên
- Thành Long [5] trong vai Mã Nguyên
- Hoàng Tử Thao [5] trong vai Đại Hải
- Vương Khải [5] trong vai Phạm Xuyên
- Vương Đại Lục [5] trong vai Đại Quốc
- Tang Bình trong vai Đại Khuê
- Từ Phàm [5] trong vai dì Tần
- Phòng Tổ Doanh trong vai anh Duệ
- Hiroyuki Ikeuchi trong vai Yamaguchi
- Trương Lam Tâm trong vai Yuko
- Lưu Đức Hoa trong vai giáo viên trường học (khách mời)

## Sản xuất
Kinh phí sản xuất bộ phim là 50 triệu đô la Mỹ. Phim có cảnh đường sắt được quay ở Điệu Binh Sơn bằng tàu hơi nước.

## Ra mắt
Vào ngày 1 tháng 9 năm 2016, Well Go Entertainment thông báo mua lại Thiết đạo phi hổ để phân phối tại các lãnh thổ nói tiếng Anh bao gồm Bắc Mỹ, Vương quốc Anh, Úc và New Zealand. Phim khởi chiếu vào tháng 12 trùng với thời điểm phát hành tại Trung Quốc.

## Tiếp nhận
Chỉ trong tuần đầu tiên ra mắt tại Trung Quốc, phim đã thu về 215 triệu Nhân dân tệ (30,1 triệu đô la Mỹ). Tổng cộng, bộ phim đã thu về 697.2 triệu Nhân dân tệ ở Trung Quốc. Tính đến  năm tháng 6 năm 2020, bộ phim đạt 38% đánh giá hài lòng trên trang web tổng hợp phê bình Rotten Tomatoes, dựa trên 34 bài phê bình với điểm đánh giá trung bình là 5,49/10. Một đánh giá trên trang web viết: "Thiết đạo phi hổ đã tạo ra một vài tia sáng gợi nhớ lại những ngày vinh quang của Thành Long với tư cách là một ngôi sao phim hài hành động, nhưng chúng bị bóp nghẹt bởi một câu chuyện không tập trung và sự thay đổi giai điệu chói tai."
Clarence Tsui của The Hollywood Reporter đánh giá tích cực về bộ phim, coi đây là một bộ phim hài hành động "khá hiệu quả"; ông viết rằng mặc dù đây không phải là một trong những bộ phim hay nhất của Thành Long, nhưng "ít nhất nó cũng hoàn thành sứ mệnh khiêm tốn của bộ phim." 

## Giải thưởng và đề cử
| Năm  | Lễ trao giải                           | Hạng mục                          | Đối tượng                                   | Kết quả |
| ---- | -------------------------------------- | --------------------------------- | ------------------------------------------- | ------- |
| 2017 | Giải thưởng điện ảnh châu Á lần thứ 11 | Đạo diễn nghệ thuật xuất sắc nhất | Phùng Lập Cương                             | Đề cử   |
| 2017 | Giải thưởng điện ảnh châu Á lần thứ 11 | Hiệu ứng hình ảnh xuất sắc nhất   | Tôn Lập, Thịnh Dũng, Vương Thượng, Tôn Tĩnh | Đề cử   |